# Заграђе (Кладањ)
Заграђе је насељено мјесто у општини Кладањ, Босна и Херцеговина.

## Историја
Заграђе као самостално насеље постоји од пописа 1991. године. До тада су били у саставу насеља Братељевићи.

## Становништво
|                      | 2013.       | 1991.         |
| Укупно               | 91 (100,0%) | 131 (100,0%)  |
| Бошњаци              | 90 (98,90%) | 129 (98,47%)1 |
| Босанци и Херцеговци | 1 (1,099%)  | –             |
| Срби                 | –           | 1 (0,763%)    |
| Остали               | –           | 1 (0,763%)    |

1. 1 На пописима од 1971. до 1991. Бошњаци су пописивани углавном као Муслимани.